# Сіґлі
Сіґлі — місто в провінції Ачех в Індонезії та є центром (столицею) регентства Піді. Сіґлі знаходиться в 112 кілометрах на південь від столиці провінції Ачех Банда-Ачех.

## Спорт
«Персатуан Сепакбола Ачех Підіє» — футбольний клуб із Сіґлі.

## Клімат
Сіґлі має тропічний мусонний клімат (Am) з помірними опадами з лютого по вересень і рясними опадами з жовтня по січень.